# عملية السلام السودانية
عملية السلام السودانية هي اجتماعات واتفاقيات مكتوبة وإجراءات تهدف إلى حل الحرب في دارفور والنزاع السوداني في جنوب كردفان والنيل الأزرق. يتطلب مشروع الإعلان الدستوري الصادر في أغسطس 2019، والذي وقعه ممثلون عسكريون ومدنيون خلال الاحتجاجات السودانية 2018-19، إبرام اتفاقية السلام الشامل خلال الأشهر الستة الأولى من فترة الانتقال البالغة 39 شهرًا لحكومة مدنية ديمقراطية.
في عام 2005، أدى اتفاق السلام الشامل إلى حل لبعض النزاعات المسلحة في السودان، بما في ذلك استفتاء جنوب السودان لعام 2011 واستقلال جنوب السودان.

## المتطلبات الدستورية
يذكر مشروع الإعلان الدستوري الصادر في 4 أغسطس «إقامة سلام عادل وشامل، ووضع حد للحرب من خلال مخاطبة جذور المشكلة السودانية» كما ورد في الفقرة الأولى من المادة 7، وهو أول بند مدرج في «تفويض الفترة الانتقالية»، وتوضح المادتين 67 و 58 من الفصل 15 من الوثيقة تفاصيل المشروع.
تنص المادة 67 (ب) على ضرورة استكمال معاهدة السلام في غضون ستة أشهر من توقيع مشروع الإعلان الدستوري. فيما تقضي المادة 67. (ج) على مشاركة المرأة في جميع مستويات عملية السلام وفي تطبيق قرار مجلس الأمن التابع للأمم المتحدة رقم 1325، في حين تنص المادة 67. (د) على الحقوق القانونية للمرأة.
وترد الآليات الأخرى لتنفيذ عملية السلام الشامل في المادة 67. (هـ) وتشمل وقف إطلاق النار، فتح ممرات المساعدة الإنسانية والإفراج عن السجناء وتبادلهم. أما المادة 67. (و) فتنص على العفو عن القادة السياسيين وأعضاء حركات المعارضة المسلحة، بينما تقر المادة 67. (ز) على العدالة الانتقالية والمساءلة عن الجرائم ضد الإنسانية وجرائم الحرب والمحاكمات في المحاكم الوطنية والدولية.
أقرت الفقرة 13 من المادة 68 «قضايا أساسية لمفاوضات السلام».

## صراعات
خلال منتصف سبتمبر إلى منتصف نوفمبر 2019، وقع 40 هجوما على أيدي قوات الأمن السودانية ضد المدنيين في دارفور، حيث قُتل أو جُرح مدنيون في ميرتشينغ وشنكل طوباي وغراي كالاكل وأندرو وكادنر وموكار وجريدة وكرينك. كما وقعت اشتباكات مسلحة بين قوات أمن الدولة وحركة تحرير السودان.
وصف ممثل عن الأشخاص النازحين داخلياً الوضع الأمني بأنه لم يتغير منذ نقل السلطة من المجلس العسكري الانتقالي إلى مجلس السيادة المدنية العسكرية ومجلس الوزراء المدني.
اعتبارًا من نوفمبر 2019، رفضت حركة تحرير السودان الانضمام إلى عملية السلام في جوبا.